# Azmi Mohamed Megahed
Azmi Mohamed Megahed (arabisch عزمي محمد مجاهد, DMG ʿAzmī Muḥammad Muǧāhid; * 15. April 1950 im Kairo; † 12. September 2020 in Gizeh) war ein ägyptischer Volleyballspieler.

## Karriere
Megahed spielte 16 Jahre lang für al Zamalek SC und die Ägyptische Nationalmannschaft. 1974 wurde er zum besten afrikanischen Spieler gewählt und nahm an den Olympischen Sommerspielen 1976 teil. Nach seiner Spielerkarriere war er Vorstandsmitglied des al Zamalek SC und arbeitete dann als Politikjournalist und Fernsehmoderator bei Al Assema TV. Sein Sohn Amir Azmy wurde Fußballspieler.
Am 12. September 2020 starb Megahed im Alter von 70 Jahren während der COVID-19-Pandemie an den Folgen einer SARS-CoV-2-Infektion in Gizeh.